# 최고 데이터 책임자
최고 데이터 책임자, 최고 데이터 관리자, 데이터 최고 책임자(chief data officer, CDO)는 데이터 처리, 분석, 데이터 마이닝, 정보 교류 및 기타 수단으로서 정보의 기업적 관리 및 이용을 책임지는 회사 간부이다. CDO는 최고경영자(CEO)에게 보고를 하는 것이 일반적이지만 전문 분야에 따라 이는 달라질 수 있다. CDO는 경영팀의 일원이자 기업 데이터 처리 및 데이터 마이닝의 관리자이다.

## 역할 정의
데이터 최고 책임자라는 직책은 최고 디지털 책임자(Chief Digital Officer)의 준말 CDO와 같은 준말을 사용하지만 이 둘은 동일한 직업이 아니다. 데이터 최고 경영자는 어떠한 종류의 정보를 기업이 포착, 보유, 이용할 것인지, 또 어떠한 목적으로 이를 사용할 것인지에 대한 사업적 책임의 중요한 조치 권한이 있다. 그러나 이와 비슷하게 들리는 최고 디지털 책임자(Chief Digital Officer)나 최고 디지털 정보 관리자(Chief Digital Information Officer)는 사업적 책임을 지지 않는 것이 보통이며 어느 데이터가 저장되고 처리되는지에 따른 정보 "시스템"을 책임진다.

## 역사
데이터 처리를 위한 관리자적 역할은 1980년대 전까지는 고위급 경영 수준으로 격상되지는 않았다. 조직이 정보 기술 및 비즈니스 인텔리전스, 데이터 통합, 마스터 데이터 관리, 일상 비즈니스의 중요 기능에 대한 데이터 처리의 중요성을 인식하면서 이 역할은 점차 가시적이고 중요해지게 되었다. 이 역할에는 데이터 시스템과 기회 부분에서 회사의 전략적 우선순위를 결정하고 데이터에 속하는 새로운 사업 기회를 식별하고 데이터를 통한 소득 창출을 최적화하며 경영 테이블의 전략 사업 자산으로서 데이터를 포괄적으로 표현하는 일이 포함된다.